# St Marychurch
St Marychurch – osada w Anglii, w Devon, w dystrykcie (unitary authority) Torbay. W 2011 miejscowość liczyła 11 262 mieszkańców. St. Mary Church jest wspomniana w Domesday Book (1086) jako Ecclesia Sanctae Mariae.